# Emily Beecham
Emily Beecham (Manchester, 1984. május 12. –) angol színésznő, énekesnő.

## Élete és pályafutása
Fontosabb alakításai voltak az Ave, Cézár! (2016), a Daphne (2017) és A boldogságvirág (2019) című filmekben – utóbbival elnyerte a cannes-i fesztivál legjobb női alakításért járó díját.
2015 és 2019 között az Into the Badlands című sorozatban kapott főszerepet.

## Filmográfia

### Film
| Év   | Magyar cím       | Eredeti cím                      | Szerep                  | Magyar hang   |
| ---- | ---------------- | -------------------------------- | ----------------------- | ------------- |
| 2007 | 28 nappal később | 28 Weeks Later                   | Karen                   | Vadász Bea    |
| 2007 | Futballmaffia    | Rise of the Footsoldier          | Kelly                   | Agócs Judit   |
| 2007 |                  | God's Wounds (rövidfilm)         | Poppy                   |               |
| 2009 |                  | The Calling                      | Joanna                  |               |
| 2010 |                  | Basement                         | Pru                     |               |
| 2012 |                  | Animal Charm (rövidfilm)         | Jezebel                 |               |
| 2013 |                  | Art Is...                        | Lulu                    |               |
| 2014 |                  | Happy Birthday to Me (rövidfilm) | Lucy                    |               |
| 2016 | Ave, Cézár!      | Hail, Caesar!                    | Diedre                  | Bartsch Kata  |
| 2017 |                  | Daphne                           | Daphne                  |               |
| 2019 |                  | Berlin, I Love You               | Hannah                  |               |
| 2019 | A boldogságvirág | Little Joe                       | Alice                   |               |
| 2019 |                  | Sulphur and White                | Vanessa Tait            |               |
| 2019 |                  | The Octopus Nest (rövidfilm)     | Claire                  |               |
| 2021 | Halálos harcmező | Outside the Wire                 | Sofiya                  | Bartsch Kata  |
| 2021 | Szörnyella       | Cruella                          | Catherine Miller        | Bartsch Kata  |
| 2023 | A szövetség      | Guy Ritchie's The Covenant       | Caroline Kinley         |               |
| 2023 |                  | North Star                       | Georgina                |               |
| 2023 |                  | Stockholm Bloodbath              | Christina Gyllenstierna |               |
| 2024 | A manőver        | Slingshot                        | Zoe                     | Solecki Janka |
| 2024 |                  | William Tell                     | ismeretlen szerep       |               |

### Televízió
| Év        | Magyar cím                     | Eredeti cím               | Szerep              | Megjegyzések                                            |
| --------- | ------------------------------ | ------------------------- | ------------------- | ------------------------------------------------------- |
| 2006      | Médium – A túlvilág kalandorai | Afterlife                 | Sash                | 1 epizód                                                |
| 2006      |                                | Bon Voyage                | Rachel Aldred       | minisorozat (2 epizód)                                  |
| 2007      |                                | The Innocence Project     | Rachel              | 1 epizód                                                |
| 2007      |                                | Party Animals             | Vienna Lurie        | 1 epizód                                                |
| 2007      | Agatha Christie: Marple        | Agatha Christie: Marple   | Elvira Blake        | 1 epizód (A Bertram Szálló)                             |
| 2007      |                                | New Tricks                | Laura Small         | 1 epizód                                                |
| 2007      |                                | The Bill                  | Angela Myatt        | 1 epizód                                                |
| 2008      | Lewis – Az oxfordi nyomozó     | Lewis                     | Nell Buckley        | 1 epizód                                                |
| 2008      | Egy tiszta nő                  | Tess of the D'Urbervilles | Retty Priddle       | 2 epizód                                                |
| 2009      |                                | Unforgiven                | Lucy Belcome        | minisorozat (3 epizód)                                  |
| 2009      |                                | The Street                | Gemma               | 2 epizód                                                |
| 2009      | Merlin kalandjai               | Merlin                    | Emmyria             | egy epizód                                              |
| 2010      | A néma szemtanú                | Silent Witness            | Anna Flannery       | 2 epizód                                                |
| 2010      |                                | Pulse                     | Stella Hamilton     | tévéfilm                                                |
| 2011      | A szökevény                    | The Runaway               | Caroline Dixon      | 2 epizód                                                |
| 2012      |                                | Case Sensitive            | Mary Trelease       | 2 epizód                                                |
| 2012      | A hatalom hálójában            | Damages                   | Rutger lánya        | 1 epizód                                                |
| 2012      |                                | The Fear                  | Janey Beckett       | 3 epizód                                                |
| 2013      |                                | Blandings                 | Miss Younghusband   | 1 epizód                                                |
| 2013      | A tizenharmadik mese           | The Thirteenth Tale       | Isabelle Angelfield | tévéfilm                                                |
| 2013–2014 |                                | The Village               | Caro Allingham      | 6 epizód                                                |
| 2014      | A muskétások                   | The Musketeers            | Adele Besset        | 1 epizód                                                |
| 2015–2019 | Into the Badlands              | Into the Badlands         | Az özvegy           | - főszereplő (32 epizód) - magyar hangja: - Balsai Móni |
| 2021      | Hajsza a szerelemért           | The Pursuit of Love       | Fanny Logan         | - főszereplő (3 epizód) - magyar hangja: - Balsai Móni  |
| 2022      | 1899                           | 1899                      | Maura Franklin      | - főszereplő - magyar hangja: - Bartsch Kata            |

### Videójátékok
| Év   | Cím           | Szerep                        |
| ---- | ------------- | ----------------------------- |
| 2008 | Mirror’s Edge | Celeste "Cel" Wilson (hangja) |

## Díjak és jelölések
- Cannes-i Nemzetközi Filmfesztivál
  - 2019 díj: Legjobb női alakítás díja – Little Joe (A boldogságvirág)

## Fordítás
- Ez a szócikk részben vagy egészben  az   Emily Beecham című angol Wikipédia-szócikk fordításán alapul.  Az eredeti cikk szerkesztőit annak laptörténete sorolja fel. Ez a jelzés csupán a megfogalmazás eredetét és a szerzői jogokat jelzi, nem szolgál a cikkben szereplő információk forrásmegjelöléseként.